# Carrie Mitchum
Caroline „Carrie“ Elizabeth Mitchum (* 15. Juni 1965 in Los Angeles, Kalifornien) ist eine US-amerikanische Schauspielerin. Bekanntheit bei einem breiten nationalen und internationalen Publikum erlangte sie durch ihre Rolle der Donna Logan in über 400 Episoden der Fernsehserie Reich und Schön.

## Leben
Mitchum stammt aus der Schauspielerfamilie Mitchum und ist die Tochter des Schauspielers Christopher Mitchum und Cindy Mitchum (* 1943, geborene Davis). Ihr Großvater war der Schauspieler Robert Mitchum. Ihr Onkel ist James Mitchum, ihr jüngerer Bruder Bentley Mitchum, beide sind ebenfalls als Schauspieler tätig. Von 1993 bis 1997 war sie mit dem niederländischstämmigen  Schauspieler Casper Van Dien (1968) verheiratet. Der Ehe entstammten zwei Kinder, darunter die Schauspielerin Grace Van Dien (1996).
Schon aufgrund ihrer Vorfahren schlug auch Carrie Mitchum eine Karriere als Schauspielerin ein. Ab 1987 spielte sie bis einschließlich 2001 die Rolle der Donna Logan in der Fernsehserie Reich und Schön. Ende der 1980er und in den 1990er Jahren folgten Besetzungen in verschiedenen Fernseh- und Kinofilmen, allerdings wurde sie lediglich für kleinere Rollen gecastet. 1994 spielte sie in einer Episode der Fernsehserie Eine schrecklich nette Familie mit.

## Filmografie
- 1987–2001: Reich und Schön (The Bold and the Beautiful) (Fernsehserie, 410 Episoden)
- 1989: The Karen Carpenter Story (Fernsehfilm)
- 1991: Crash – Trip in den Tod (Dead Silence) (Fernsehfilm)
- 1991: Grave Images
- 1994: Eine schrecklich nette Familie (Married… with Children) (Fernsehserie, Episode 8x25)
- 1995: Grid Runners – Im Wettlauf mit der Zukunft (Virtual Combat)
- 1996: Lethal Orbit (Fernsehfilm)
- 1997: James Dean: Live Fast, Die Young